# Géfosse-Fontenay
Géfosse-Fontenay – miejscowość i gmina we Francji, w regionie Normandia, w departamencie Calvados. W 2013 roku populacja gminy wynosiła 135 mieszkańców. Pomiędzy Les Veys a Géfosse-Fontenay rzeka Vire uchodzi do zatoki Baie des Veys w kanale La Manche. 